# Plattekill
Plattekill è un comune degli Stati Uniti d'America situata nello Stato di New York e in particolare nella contea di Ulster.